# コンテンツの創造、保護及び活用の促進に関する法律
コンテンツの創造、保護及び活用の促進に関する法律（コンテンツのそうぞう、ほごおよびかつようのそくしんにかんするほうりつ、平成16年6月4日法律第81号）は、コンテンツ産業の活性化に資する国・自治体・一般国民の責務に関する日本の法律である。通称はコンテンツ促進法など。
同法では、映画、音楽、文芸、アニメーション、コンピュータゲームなどがコンテンツの定義に含まれる。すなわち、コンテンツ促進法の対象範囲は、エンターテイメント・コンテンツが中心となっている。
これらのコンテンツは、知的財産権 (著作権や商標権、特許権などの総称) の一部である。そしてコンテンツ促進法は、知的財産の創作者側の権利を保護し、担い手の人材を育成して経済活動を活性化させると同時に、そのコンテンツの利用者側である国民が、コンテンツを通じて文化的・教育的・娯楽的な豊かさを享受できることを目的としている。また日本国内だけでなく、日本のコンテンツを海外に発信・流通させる産業政策であるクールジャパン戦略を支える基本法としての役割も担っている。

## 構成
2020年1月時点（2015年改正・2016年4月1日施行）における全体構成は以下の通りである。
- 第1章 総則（第1条 - 第8条）
  - 第2条（定義）
  - 第4条（国の責務）
  - 第5条（地方公共団体の責務）
  - 第6条（コンテンツ制作等を行う者の責務）
- 第2章 基本的施策（第9条 - 第16条）
- 第3章 コンテンツ事業の振興に必要な施策等（第17条 - 第22条）
- 第4章 行政機関の措置等（第23条 - 第27条）
  - 第23条（関係行政機関等の相互の密接な連携）
- 附則

第2条が示すとおり、コンテンツ促進法における「コンテンツ」（英: contents）とは、その内容特性に即した定義である。しかしながら、何をコンテンツに含め、国策として保護・振興するかは時代によって定義が異なっている。日本の行政文書上で最初にコンテンツ（ないし単数形のコンテント）が登場したのは、1993年の科学技術庁の報告書だと考えられている。当報告書によると、当時は「ネットワークを流通する研究情報」をコンテンツと定義している。また、1997年の郵政省（現在の総務省）では、「インターネットやテレビ放送などを介して流通する情報」のことをコンテンツとしていた。このように、1990年代の日本の法律上におけるコンテンツは、狭義であった。しかしその後、2003年5月に知的財産戦略本部が内閣の一組織として発足して以降、コンテンツの定義・範囲はクリエイティブで文化的なエンターテイメント著作物にシフトしている。この文脈上に、2004年5月のコンテンツ促進法とその定義も立脚している。
コンテンツ促進法が対象外としている分野としては、ファッションや食、地域ブランドが挙げられる。これら3分野は、コンテンツ促進法が対象とするエンターテイメント・コンテンツと合わせて、知的財産戦略本部のコンテンツ専門調査会が「日本ブランド」と総称して、包括的に取り扱っている。
第1章の第4条から第6条は、各主体の責務が定められ、続いて第2章では、各主体が担う具体的な施策が述べられている。また、コンテンツ産業振興の努力規定だけでなく、第8条では施策実行のための法整備、および財政・金融措置に踏み込んで規定されている。しかしコンテンツ促進法はコンテンツ創作者側の振興だけでなく、利用者側への配慮も同時に盛り込まれている。例えば、インターネットを通じたコンテンツの流通拡大が見込まれることから、高度情報通信ネットワーク社会形成基本法の基本理念をコンテンツ促進法も踏襲している。加えて、消費者基本法の理念尊重も謳われており、コンテンツ促進法 第6条第2項では、青少年の犯罪を誘発するような成人向けコンテンツや暴力描写への配慮が規定されている。
行政機関の発注したコンテンツの原著作権が製作者に帰属することを初めて定めた（第25条）ことが評価される一方、コンテンツ製作者に対して「青少年等に及ぼす影響について十分配慮する」責務を定める規定（第6条2項）が公権力による表現規制の口実に用いられる危険性を指摘する意見が有り、本法はこの条項の存在を理由に「コンテンツ健全化法」と呼ばれることがある。

## 沿革
2004年の第159通常国会で衆議院に議員立法として提出され、同年5月28日に成立した。1週間後の6月4日に公布され、即日施行されている。成立当時は自民党の第2次小泉内閣による政権運営が行われており、衆議院予算委員長を務めていた甘利明（2年後には経済産業大臣）らがコンテンツ促進法の成立を主導したと見られている。法案提出は自民党、公明党および民主党の3党共同であり、法案審議は全会一致で可決している。その後、2020年1月までに2度の改正が行われているものの、現行法として機能し続けている。